# Curtis Roads
Curtis Roads, né en 1951, est un compositeur américain de musique électronique et musique électroacoustique spécialisé dans la synthèse granulaire et la synthèse par pulsar. Il est également critique et développeur en informatique musicale.
Il a étudié la composition au California Institute of the Arts et à l'Université de Californie à San Diego et préside le département des médias, des arts et de la technologie à l'Université de Californie à Santa Barbara. Il a auparavant enseigné à l'Université de Naples - Frédéric-II, à l'Université Harvard, au Conservatoire de musique d'Oberlin, aux Ateliers UPIC (aujourd'hui CCMIX, Centre de Création Musicale Iannis Xenakis) et à l'Université Paris VIII.
En 1980, il a cofondé l’International Computer Music Association et il a dirigé le Computer Music Journal de 1978 à 2000. Il a créé plusieurs logiciels, notamment PulsarGenerator et le Creatovox, tous deux avec Alberto de Campo.
Il est le premier à avoir appliqué la synthèse granulaire dans le domaine numérique.
Depuis 2004, il travaille sur une nouvelle méthode d'analyse sonore appelée décomposition atomique, avec le soutien de la National Science Foundation.
Le premier mouvement de sa pièce Clang-Tint, « Purity », utilise des intervalles de la gamme de Bohlen–Pierce.

## Publications
- Roads, Curtis and Strawn, John, eds (1987), Foundations of Computer Music, MIT Press,  (ISBN 0-262-68051-3)
- Roads, Curtis (1996). The Computer Music Tutorial, MIT Press,  (ISBN 0-262-68082-3)
- Roads, Curtis (1997), Musical Signal Processing, Routledge,  (ISBN 90-265-1483-2)

- Roads, Curtis (2001), Microsound (en). Cambridge: MIT Press.  (ISBN 0-262-18215-7)
- Roads, Curtis (2009), Composing Electronic Music, Oxford University Press.

## Compositions
- Clang-Tint (1991–1994)
- Half-life (1998–1999)
- POINT LINE CLOUD (2005) sur Asphodel (extraits sur Youtube)